# Mamadapur (KL), Chikodi
Mamadapur (KL) là một làng thuộc tehsil Chikodi, huyện Belgaum, bang Karnataka, Ấn Độ.